# Custòdia legal
En el dret de família es denomina custòdia legal a la situació jurídica que es dona quan un tribunal, per sentència, atorga la guarda i custòdia d'un menor d'edat o un incapaç a una o més persones. No s'ha de confondre amb la pàtria potestat o acolliment familiar en el cas de menor d'edat.
Aquesta situació es pot donar en casos de separació matrimonial, divorci, orfandat o incapacitat. Per els casos de separació matrimonial o divorci, la sentència haurà de recollir un règim de visites a favor d'aquell progenitor que no la tingui (normalment el pare) per bé que segueix la relació paternofilial.
També és possible la custòdia compartida per la qual, en cas de separació matrimonial o divorci, els dos progenitors comparteixen el temps de custòdia dels fills.
Troba la seva regulació legal en el Codi de família i en el Codi Civil espanyol.